# 普洛帕納鄉
46°41′N 27°13′E / 46.683°N 27.217°E
普洛帕納鄉（羅馬尼亞語：Comuna Plopana, Bacău），是羅馬尼亞的鄉份，位於該國東北部，由巴克烏縣負責管轄，面積58平方公里，海拔高度230米，2007年人口3,438，人口密度每平方公里60人。